# الحاكم بأمر الله الثاني
أبو العباس الحاكم بأمر الله الثاني أحمد بن سليمان المستكفي بالله، (مات سنة 1352) كان خليفة عباسي في القاهرة سنة (1341 - 1352).